# 巴斯蒂安·克尼特爾
巴斯蒂安·克尼特爾（Bastian Knittel，1983年8月8日—）出生于西德斯图加特，是一位德國男子職業網球運動員，2003年转为职业球员。他的职业生涯ATP单打最高世界排名是第157位（2011年2月28日）。

## 外部連結
- 巴斯蒂安·克尼特爾（英文/西班牙文）的官方資料
- 巴斯蒂安·克尼特爾的國際網球總會 職業／青少年 官方資料（英文）
- 巴斯蒂安·克尼特爾的官方資料（英文）